# José Ramón Calpe Saera
José Ramón Calpe Saera (Castelló de la Plana, 7 de maig de 1954) és un polític valencià, alcalde de Borriana i diputat al Congrés dels Diputats en la vi, vii i viii legislatures.

## Biografia
Llicenciat en Dret, ha treballat com a secretari de Castellón Diario i de l'empresa Atraccions Turístiques de Benicàssim. Afiliat al Partido Popular, a les eleccions municipals espanyoles de 1995 fou escollit regidor de l'ajuntament de Borriana. Ha substituït en el Congrés dels Diputats dos cops en el seu escó Juan Costa Climent, elegit diputat a les eleccions generals espanyoles de 1996 i 2004, i a Fernando Villalonga Campos, elegit diputat a les  eleccions de 2000.
Després de les eleccions municipals espanyoles de 2007 fou escollit alcalde de Borriana, càrrec que va ocupar fins a juny de 2015 en no presentar-se a la reelecció.